# Uładzimir Karatkievič
Uładzimir Karatkievič, ime po očetu Siamionavič (cirilsko Уладзімір Караткевіч), beloruski pisatelj, pesnik in dramatik, * 26. november 1930, † 25. julij 1984. 
Velja za enega največjih prozaistov v zgodovini beloruskega slovstva.

## Dela

### Romani
- Leonidi se ne vrnejo na Zemljo (belorusko Leanidy nia viernucca da Ziamli, 1960-1962)
- Klasi pod tvojim srpom (belorusko Kałasy pad siarpom tvaim, 1962-1964)
- Kristus je pristal v Grodnu (belorusko Chrystos pryziamliusia u Harodni, 1965-1966, prva izdaja v beloruskem jeziku 1972)
- Črni grad v Olši (belorusko Čorny zamak Alšanski, 1979)

### Povesti
- Divji lov kralja Stankota (belorusko Dzikaje palavańnie karala Stacha, 1950, 1958, izdana 1964)
- V snegih dremlje pomlad (belorusko U śniahach dramaje viasna, 1957, izdana 1989)
- Ciganski kralj (belorusko Cyhanski karol, 1958, izdana 1961)
- Siva legenda (belorusko Sivaja lehienda, 1960)
- Orožje (belorusko Zbroja, 1964, izdana 1981)
- Ladja Obupa (belorusko Ladździa Rospačy, 1964, prva izdaja v beloruščini 1978)
- Kostanjevo listje (belorusko Liście kaštanau, 1973)
- Anjalinov krik (belorusko Kryk Anialina, nedokončana, izdana 1988)

1. 1 2  Arhiv likovne umetnosti — 2003.